# Thịt kho trứng
Thịt kho trứng (còn gọi là thịt kho tàu hay thịt kho nước dừa) là một món ăn có nguồn gốc từ miền Nam Việt Nam. Một món ăn Việt Nam gồm những miếng thịt lợn ướp nhỏ và trứng luộc om trong nước dừa. Cùng với việc là một phần quen thuộc trong bữa ăn hàng ngày ở Việt Nam, thịt kho tàu cũng có ý nghĩa như một trong những món ăn truyền thống trong dịp Tết (Tết Nguyên Đán của Việt Nam). Vào ngày lễ này, trước khi được phục vụ cho nhu cầu chung, nó được dâng lên tổ tiên và các thành viên trong gia đình đã khuất trên bàn thờ.
Tại miền Bắc, món này được nấu không có nước dừa và trứng luộc.
Nước dùng để kho thịt heo và trứng vịt là nước dừa. Thịt heo thường là thịt ba rọi, hoặc thịt có cả nạc lẫn mỡ. Thịt được thái thành miếng vuông, to, trứng vịt được luộc, lột vỏ và bỏ chung vào kho cùng thịt. Gia vị sử dụng gồm có: tiêu, xì dầu hoặc nước mắm , ớt , đường, nước màu và một số gia vị khác. Hỗn hợp thịt-trứng-gia vị thảo mộc với xì dầu ngập vừa này được kho bằng lửa nhỏ cho đến khi thịt mềm. Món thịt kho trứng có thể dùng chung với cơm trắng và cải chua. Thay vì trứng vịt thì trứng gà, trứng cút cũng được dùng để kho.
Món ăn này cũng thường được thấy trong các quán cơm bình dân vì cách làm dễ, giá thành rẻ và hương vị thơm ngon.
Tại một vài tỉnh thuộc miền Trung và miền Nam, món thịt kho hột vịt được thêm nguyên liệu là măng tre (không phải măng non) để nấu thành món: Thịt kho măng hột vịt.